# Інститут економіки та менеджменту Національного авіаційного університету
Інститут економіки та менеджменту Національного авіаційного університету (ІЕМ НАУ) — структурний підрозділ університету, який здійснює підготовку та перепідготовку фахівців-економістів за програмами освітньо-кваліфікаційного рівня: «Бакалавр», «Спеціаліст», «Магістр». Інститут створений наказом ректора від 7 лютого 2003 року № 17/од у складі факультету економіки і підприємництва (ФЕП) і факультету менеджменту та логістики (ФМЛ).
З 2006 по 2010 рік у складі інституту функціонував факультет авіаційних транспортних технологій (ФАТТ).

## Керівний склад
- Петровська Світлана Володимирівна — директор інституту, кандидат економічних наук, професор.
- Новикова Марина Владиславівна — заступник директора з наукової роботи, кандидат економічних наук, доцент.
- Бондаренко Ольга Михайлівна — заступник директора з навчально-методичної роботи, кандидат економічних наук, доцент.
- Борисенко Олена Сергіївна — голова науково-методично-редакційної ради, кандидат економічних наук, доцент.

## Факультети

### Факультет економіки і підприємництва
До складу факультету входять 5 кафедр:
- Кафедра економіки, завідувач — доктор економічних наук, професор Сич Євген Миколайович
- Кафедра економічної кібернетики, завідувач кафедри — доктор технічних наук, професор Олешко Тамара Іванівна
- Кафедра маркетингу та ресурсозабезпечення, завідувач кафедри — доктор економічних наук, професор Загорулько Валентин Миронович
- Кафедра міжнародної економіки, завідувач кафедри — доктор економічних наук, професор Ложачевська Олена Михайлівна
- Кафедра фінансів, обліку і аудиту, завідувач кафедри — кандидат економічних наук, професор Матвєєв В'ячеслав Васильович

Очолює факультет доктор економічних наук, професор Ареф'єва Олена Володимирівна.
Напрями підготовки
- 6.030502 Економічна кібернетика;
- 6.030503 Міжнародна економіка;
- 6.030504 Економіка підприємства;
- 6.030607 Маркетинг;
- 6.030508 Фінанси і кредит;
- 6.030509 Облік і аудит.

Форми навчання:
- денна
- заочна
- післядипломна освіта

Науково-педагогічний склад:
На факультеті працює 129 викладачів, серед яких 20 професорів, докторів наук, 76 доцентів, кандидатів наук.

### Факультет менеджменту і логістики
До складу факультету входять 6 кафедр:
- Кафедра менеджменту ЗЕДП, завідувач — кандидат економічних наук, професор Новак Валентина Олексіївна
- Кафедра логістики, завідувач — кандидат економічних наук Григорак Марія Юріївна
- Кафедра організаційних авіаційних перевезень, завідувач — доктор технічних наук, професор Юн Геннадій Миколайович
- Кафедра організації авіаційних робіт та послуг, завідувач — доктор технічних наук, професор Мнацаканов Рудольф Георгійович
- Кафедра вищої математики, завідувач — кандидат технічних наук, доцент Ластівка Іван Олексійович
- Кафедра економічної теорії, завідувач — кандидат економічних наук, доцент Біленко Тетяна Іванівна

Очолює факультет кандидат економічних наук, доцент Ільєнко Оксана Вікторівна.
Напрями підготовки
- 6.030601 Менеджмент
- 6.070101 Транспортні технології (на повітряному транспорті)

Форми навчання:
- денна
- заочна

Науково-педагогічний склад:
На факультеті працює 89 викладачів, серед яких 16 професорів, докторів наук, 48 доцентів, кандидатів наук. 

## Наукова робота
В Інституті діє аспірантура, спеціалізовані вчені ради Д26.062.02 і Д26.062.04 з захисту дисертацій, навчальний центр проблем повітряного та космічного права, наукові студентські гуртки. Щорічно проводяться міжвузівські, всеукраїнські та міжнародні наукові конференції.
Інститут має свої наукові видання:
- збірник наукових праць «Наука і молодь» (за результатами участі у Міжнародній науковій конференції студентів та молодих учених «Політ»);
- фахові видання «Проблеми підвищення ефективності інфраструктури» і «Проблеми системного підходу в економіці».